# Hügelpark (Wien)

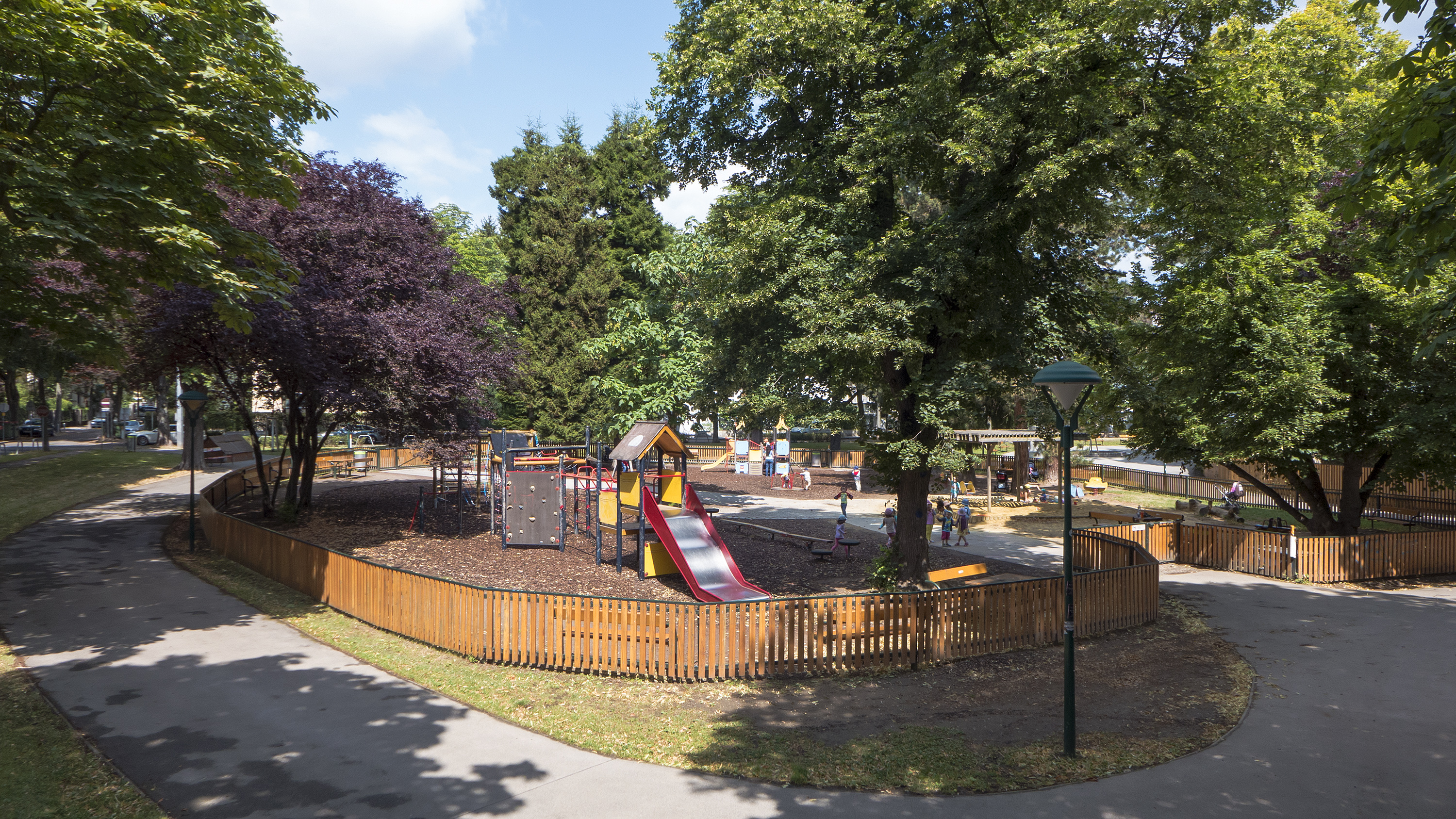
Hügelpark

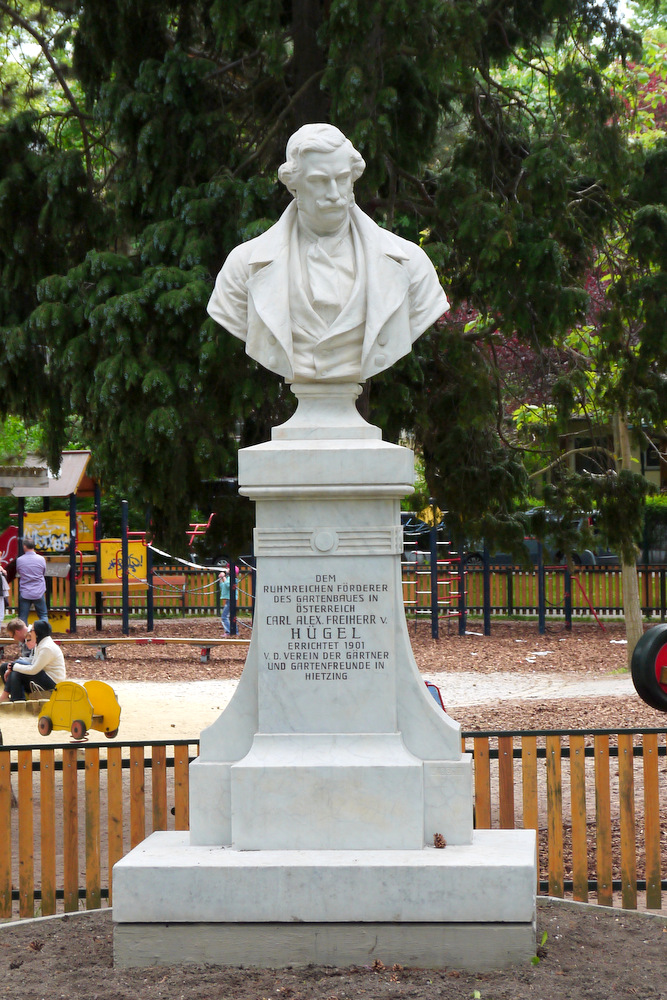
Büste von Carl von Hügel im Hügelpark

Der Hügelpark ist eine Parkanlage im 13. Wiener Gemeindebezirk, Hietzing; der Park liegt im Bezirksteil Unter-St.-Veit.
Benannt ist der südlich der Hietzinger Hauptstraße zwischen Kupelwiesergasse, Fichtnergasse, Larochegasse und Stoesslgasse gelegene, von Villen umgebene Park nach dem Naturforscher Carl von Hügel (1795–1870), an den seit 1901 eine Büste im Park erinnert. Im Bereich des heutigen Parks bestand ursprünglich ab 1824 der biedermeierliche Hügelgarten, der zur nördlich der Hietzinger Hauptstraße (bis 1894 hier St. Veiter Gasse) gelegenen Villa Carl von Hügels („Hügelvilla“) gehörte.
Unter-St.-Veit wurde wie viele andere Vororte 1892 in die Stadt Wien eingemeindet und Teil des neuen 13. Bezirks. Das zur Villa gehörige Areal südlich der Hietzinger Hauptstraße wurde 1894 vom Realitätenhändler Julius Frankl parzelliert, wobei dieser inmitten der entstehenden cottageartigen Bebauung einen Park anlegen und vom Gartenarchitekten Gustav Swenson gestalten ließ. Frankl überließ den Park der Stadtverwaltung, die die Infrastruktur des Parks verbesserte und ihn 1903 Hügelpark benannte.
Der Park hat eine Fläche von 8200 m² und verfügt über einen Spielplatz und in der Mitte den im Jahr 1955 eröffneten städtischen Andersen-Kindergarten. Seit 1987 findet jedes Jahr an einem Sonntag im September das Hügelparkfest statt.

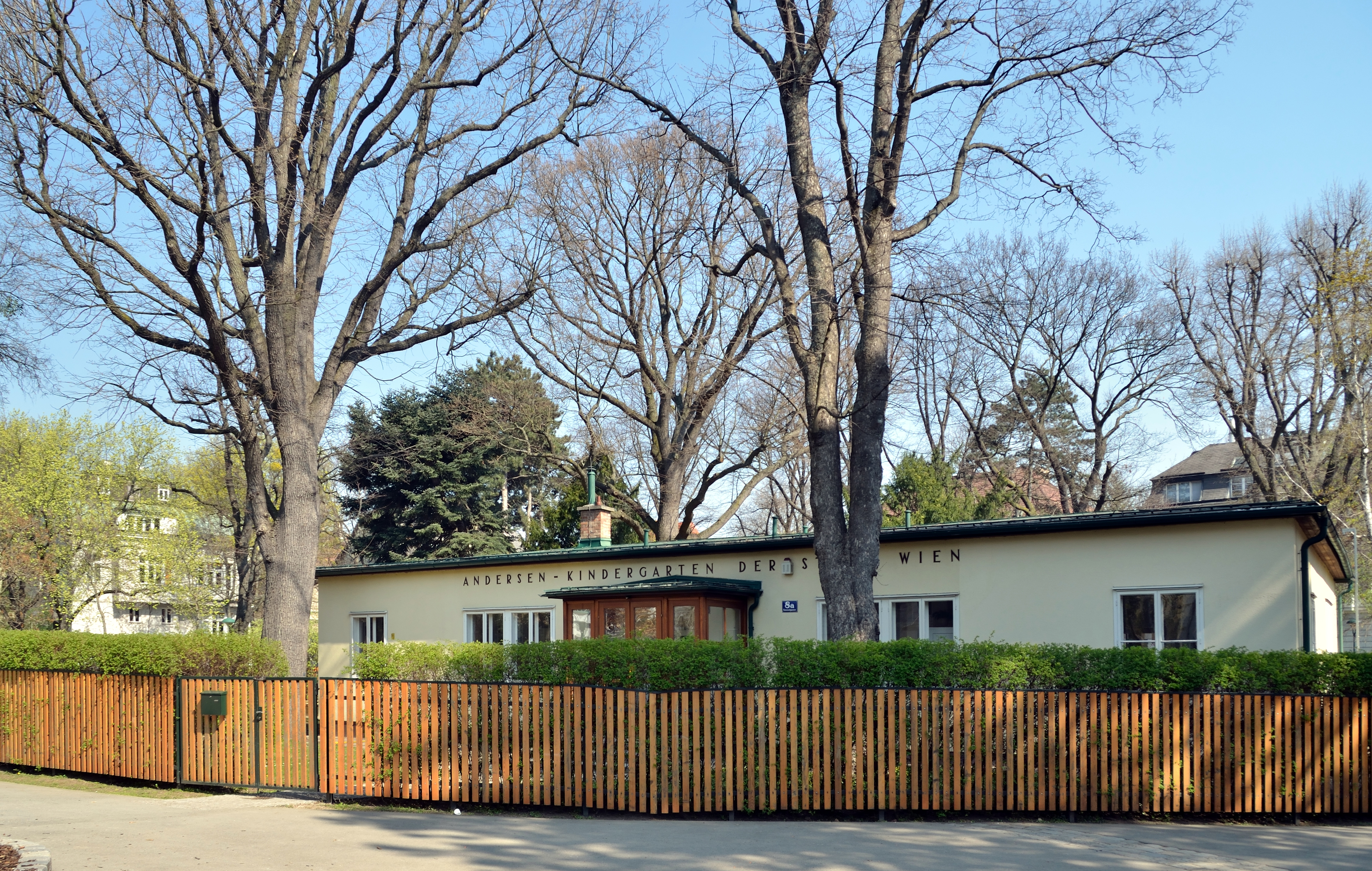
Andersen-Kindergarten

An der den Park im Norden begrenzenden Kupelwiesergasse steht, dem Park gegenüber, auf Nr. 28 die von Adolf Loos 1918 / 1919 errichtete Villa, die in Architekturführern als Haus Strasser aufscheint. An der den Park östlich begrenzenden Fichtnergasse befindet sich im Häuserblock nördlich des Parks auf Nr. 15 das Gymnasium Fichtnergasse, das prominente Maturanten wie den Bundespräsidenten bis 2016, Heinz Fischer, und Quantenphysiker Anton Zeilinger aufweist. An der Adresse Stoesslgasse 15 (Ecke Kupelwiesergasse) wohnte westlich gegenüber dem Park bis zu seinem Tod 1981 der Schauspieler Rudolf Prack.